# Faro Nuovo di Barletta
Il faro nuovo di Barletta sorge nella parte terminale del porto di Barletta. 
Venne edificato nel 1958 dal genio civile per sostituire il precedente faro di Barletta.
La torre del faro e la casa del farista sono in pietra naturale.
È gestito a distanza dal comando fari di Taranto.